# 尼古拉斯·伯恩斯
尼古拉斯·伯恩斯（英語：R. Nicholas Burns，1956年1月28日—），又称尼克·伯恩斯，美国外交官、大学教授、专栏作家。曾任美國駐華大使（第13任）。

## 生平
生于纽约州布法罗，毕业于波士顿学院，获巴黎大学学士学位，约翰斯·霍普金斯大学外交学院硕士学位，掌握法语、阿拉伯语、希腊语，曾先后在埃及开罗和以色列耶路撒冷任职，比尔·克林顿担任总统期间任国务院发言人，2001年任美国驻北约大使，2005年至2008年任美國政治事務國務次卿 ，并执教于美国哈佛大学肯尼迪政府学院等机构。
1983年至1985年，他在美国驻毛里塔尼亚努瓦克肖特大使馆实习，担任美國駐埃及开罗大使馆副领事和幕僚助理，并于1985年至1987年担任美国驻耶路撒冷总领事馆政治官。女儿伊丽莎白（Elizabeth）生于1986年。在这个职位上，他协调美国对包括东耶路撒冷在内的西岸巴勒斯坦人口的经济援助。
在总统乔治·H·W·布什的领导下，他曾担任苏联（然后是俄罗斯）事务主任。在此期间，他参加了所有美苏首脑会议和许多其他国际会议，并专门讨论经济援助问题，美国与俄罗斯和乌克兰的关系以及与波罗的海国家的关系。他于1988年成为新闻部过渡小组的成员，并于1987-1988年担任國務院运营中心和秘书处的幕僚官。
伯恩斯在白宫为国家安全委员会幕僚團服务了五年（1990–1995）。他曾是比尔·克林顿总统的特别助理，还是俄罗斯、乌克兰和欧亚事务的高级总监。他在白宫负有主要责任，为总统就美国与前苏联十五个国家的关系的所有方面提供建议。
从1995年到1997年，伯恩斯担任国务院新闻发言人，并兼任国务卿沃伦·克里斯托弗和国务卿玛德琳·奥尔布赖特的公共事务代理助理秘书。在担任这一职务期间，他每天举行有关美国外交政策问题的新闻发布会，并陪同两位国务卿进行所有国外访问，并协调了美国国务院所有的公共宣传计划。
从1997年到2001年，伯恩斯是美国驻希腊大使。在担任大使期间，美国扩大了与希腊的军事和执法合作，加强了在巴尔干半岛的伙伴关系，增加了贸易和投资以及人对人计划。伯恩斯支持2003年入侵伊拉克。在担任最后的职务之前，伯恩斯是北大西洋公约组织的美国常驻代表。作为北约大使，在联盟致力于在伊拉克，阿富汗和全球反恐战争中的新任务之际，他领导了由美国国防部联合组成的北约特派团，并接纳了七名新成员。
2008年1月18日，伯恩斯宣布从2008年3月起从外交體系退休。理由是回过头来关注家庭问题，并寻求政府以外的其他机会。白宫的一份新闻声明指出，伯恩斯将继续以顾问身份担任美国特使，以最终完成《美国-印度和平原子能合作法》。在离开政府部门后，伯恩斯开始为武器制造商的咨询和游说组织科恩集团工作。
伯恩斯在哈佛大学肯尼迪学校教授外交，美国外交政策和国际政治方面的课程。他是外交的坚决拥护者，并辩称美国“应该为与伊朗的谈判桌作出很大的努力。”伯恩斯还是巡回演讲的积极发言人，并于2013年为演讲提供了机会。在老道明大学举行的Waldo家庭关系国际关系系列讲座年度报告中的演讲。
伯恩斯还是阿斯彭战略小组（Aspen Strategy Group）的主任，该小组是建立外交政策思想家的论坛。
2020年美国总统大选时伯恩斯担任乔·拜登的外交政策顾问，同时伯恩斯还曾是2016年美国总统大选时希拉里·克林顿的非正式顾问。
2021年8月20日，美國總統喬·拜登正式提名尼古拉斯·伯恩斯，接替辭職退休的特里·布兰斯塔德出任駐華大使。12月16日，提名獲得美國參議院批准。

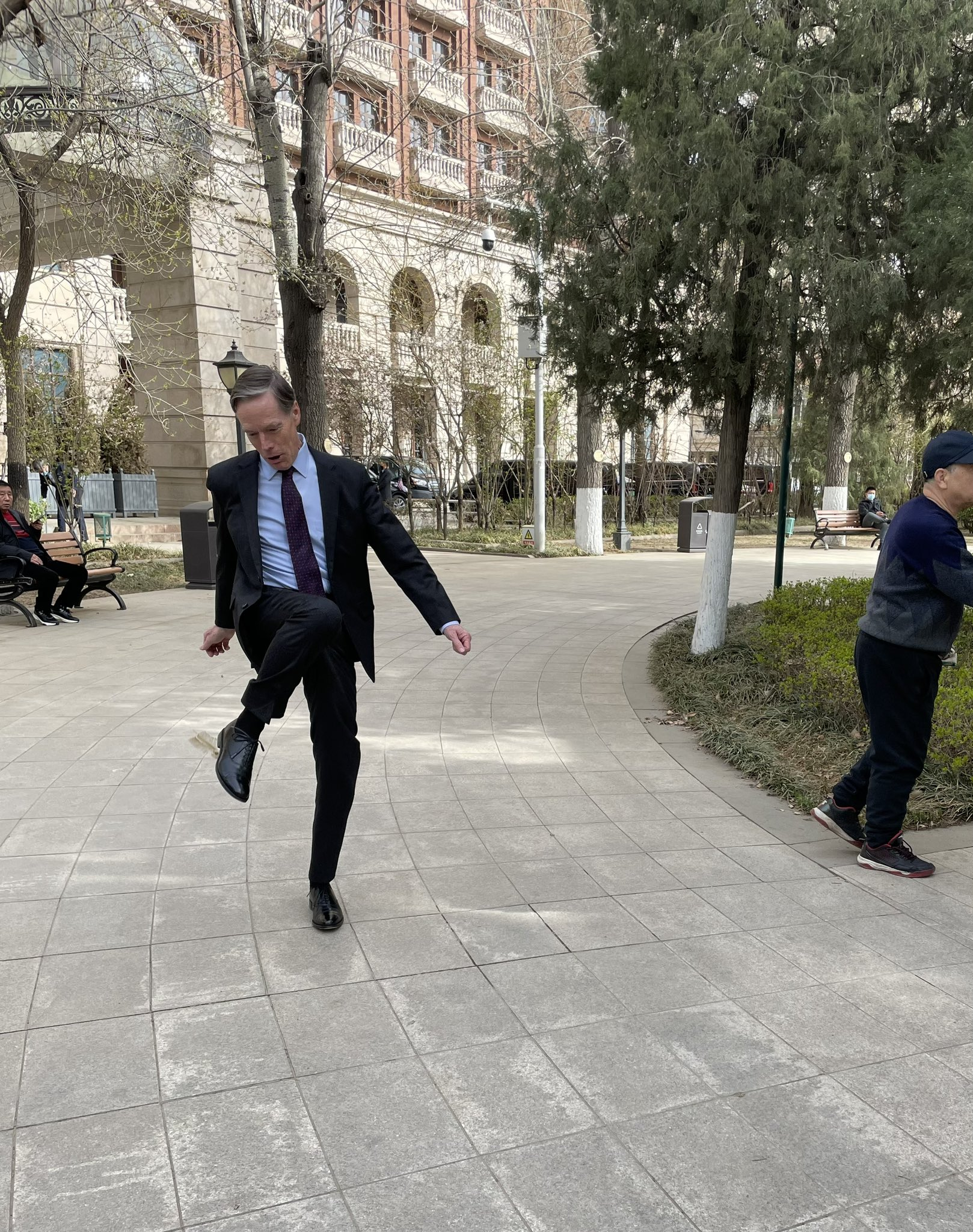
2023年尼古拉斯·伯恩斯在天津丽思卡尔顿酒店门前踢毽子

2022年1月26日，美国副国务卿舍曼当地时间25日在推特上宣布，美国新任驻华大使尼古拉斯·伯恩斯已宣誓就职。2022年3月5日，伯恩斯抵达中国，接受3星期隔離檢疫，开始履职。2023年4月24日，伯恩斯等70国驻华大使向中国国家主席习近平递交国书。

## 观念
伯恩斯認為，国家安全局的举报人爱德华·斯诺登是叛徒：“他去过中国和俄罗斯。这就是为什么我不喜欢斯诺登。”
在2012年班加西袭击事件中，伯恩斯为时任美国国务卿希拉里·克林顿辩护，称：“班加西已经政治化了。”他同时还支持希拉里·克林顿竞选美国总统。
担任布什的顾问时伯恩斯曾支持伊拉克战争，尽管今天他称其为“相当严重的失误”。

## 家庭
尼古拉斯·伯恩斯与妻子白洛丹（Elizabeth Baylies）育有3个女儿，并有2个外孙子女。